# Brun
Brun ist ein Familienname und männlicher Vorname.

## Herkunft und Bedeutung

### Vorname
Für den Vornamen Brun kommen verschiedene Herleitungen in Frage. Dabei steht der Name entweder mit dem Element brun „braun“, „leuchtend“ oder brynja „Brustpanzer“, „Schutz“, „Rüstung“ in Verbindung.
- Ursprünglich handelt es sich bei Brun um einen Beiname.[3] Dieser geht vermutlich auf das altnordische Element brúnn „braun“, „leuchtend“ zurück.[4][5] Darüber hinaus entwickelte sich der Vorname Brun auch im Jüdisch-Anglonormannischen vom mittelfranzösischen brun „braun“, was sich vom altfranzösischen brun „poliert“, „glänzend“, „braun“ ableitet, sowie als altenglischer Vorname, der mit dem Adjektiv brun, altenglisch brūn „braun“ identisch ist. Möglicherweise besteht ein Zusammenhang mit dem altnordischen Brúnn.[6] Dabei bezieht sich der Name einerseits auf den braune Augen oder Haare, andererseits ist eine Verbindung zum Bären möglich, da die Germanen aus Furcht den Tiernamen mieden und es „der Braune“ nannten.[7]
- Darüber hinaus handelt es sich um eine Kurzform verschiedener zusammengesetzter Namen, die mit Brun- beginnen[3], was sich entweder auf das Element brun „braun“, „leuchtend“[1] oder brynja „Brünne“, „Schutz“, „Rüstung“[2] zurückführen lässt, da beide Stämme sich eng berührt oder sogar vermischt haben.[8]
- Des Weiteren ist Brun eine deutsche, gaskognische oder aragonisch Variante von Bruno.[3][4][6]

### Familienname
Beim Familiennamen Brun handelt es sich in der Regel um eine patronymische Benennung nach dem Rufnamen, der auf brūn „braun“, „glänzend“ zurückgeht und entweder einem einstämmigen Rufnamen oder einer Kurzform von Namen mit Brun- zugrunde liegt.
In Einzelfällen kann der Familienname auch wie folgt hergeleitet werden:
- Benennung nach einem Übernamen, der auf brūn „braun“, „glänzend“ zurückgeht und sich auf die Haar-, Augen- oder Hautfarbe, Kleidung oder den Schimmer der Rüstung bezieht
- Benennung nach einem Übernamen, der auf altfranzösisch brun „braun“ zurückgeht und sich auf die Haar-, Augen- oder Hautfarbe bzw. die Kleidung bezieht
- Benennung nach dem Rufnamen Bruno
- patronymische Benennung nach dem Rufnamen Bruun, der dänischen Entsprechung zu Brun[10]
- Benennung nach dem Übernamen Bruun, der auf Dänisch brun „braun“ zurückgeht und sich auf die Haar-, Augen- oder Hautfarbe bzw. die Kleidung bezieht[10]

## Verbreitung

### Vorname
Als Vorname ist Brun in Deutschland erstmals im Jahr 1182 in Osnabrück belegt.
Im englischen Sprachraum scheint er sich ab dem 10. Jahrhundert als eigenständiger Rufname etabliert zu haben. Die frühesten Aufzeichnungen belegen einen Namensträger um 970. Er verbreitete sich zunächst in relativ bescheidenen sozialen Schichten.
Heute wird der Name Brun ausgesprochen selten vergeben. In Schweden, Finnland und Dänemark kommt er gelegentlich als Zweitname vor. In Schweden wird er dabei auch an Frauen vergeben.

### Familienname
Als Familienname ist Brun überwiegend in Deutschland (212 Mal, Rang 17.865), der Schweiz (990 Mal), Frankreich (10.797 Mal, Rang 75), Belgien (219 Mal), Italien (535 Mal) und Dänemark (623 Mal) verbreitet.

## Varianten
Die dänische Variante des Namens lautet Bruun.
Für den altenglischen Namen existieren die Nebenformen Brunn, Brúnn, Brunus, Brune, Bruno, Bruns, Brūn und Brown.

## Namenstage
Die Namenstage von Bruno werden an folgenden Tagen gefeiert:
- 9. März: nach Brun von Querfurt
- 27. Mai: nach Brun, Bischof von Würzburg

## Namensträger

### Vorname
- Brun Candidus von Fulda († 845), Priestermönch, Maler und Schriftsteller im Kloster Fulda
- Brun († 880), sächsischer Graf
- Brun (925–965), Kölner Erzbischof, Abt von Lorsch
- Brun I. von Verden († 976), Bischof von Verden
- Brun von Kärnten (972–999), Papst Gregor V.
- Brun I. von Braunschweig, Graf von Braunschweig, Derlingau und Nordthüringgau
- Brun der Ältere (vor 950–1009/1017), Herr von Querfurt
- Brun von Querfurt († 1009), deutscher Erzbischof für die Ostmission, Märtyrer
- Brun von Langres (Brunon de Roucy; ~ 956–1016) Bischof
- Brun II. von Verden († 1049), Bischof von Verden (1034–1049)
- Brun von Schönebeck, mittelhochdeutscher Dichter
- Brun von Rhäzüns (Heinrich IV. 14. Jh.)
- Brun Appel (1934–2021), deutscher Landeshistoriker und Archivar
- Brun-Otto Bryde (* 1943), deutscher Jurist, Richter des Bundesverfassungsgerichts
- Brun Campbell (1884–1952), US-amerikanischer Ragtime-Pianist und Friseur
- Brun-Hagen Hennerkes (* 1939), deutscher Rechtswissenschaftler, Rechtsanwalt und Vorstandsvorsitzender der Stiftung Familienunternehmen

Als Leitnamen trug auch das Adelsgeschlecht der Liudolfinger den Namen Brun.
Weiterer Vorname
- Stine Brun Kjeldaas (* 1975), norwegische Snowboarderin

### Familienname
- Agnes Brun-Lie (* 1991), norwegische Skilangläuferin und Kanusportlerin
- Albert Brun (1857–1939), Schweizer Chemiker und Vulkanologe
- Alberte Brun (1918–1991), französische Pianistin
- Albin Brun (* 1959), Schweizer Jazz- und Weltmusiker
- Alexander Brun (1814–1893), dänischer Offizier und Bienenkundler
- Alfred Brun (1864–1935), französischer Geiger, Musikpädagoge und Komponist
- Álvaro Brun (* 1987), uruguayischer Fußballspieler
- Andree Juliette Brun (1924–1989), französische Pianistin
- Ane Brun (* 1976), norwegische Liedermacherin
- Antoine Brun (Diplomat) (1599–1654), Anwalt und Diplomat
- Antoine Brun-Rollet (1810–1858), französischer Afrikaforscher
- Antoine Brun (1599–1654), Anwalt in Dole
- Auguste Brun (1881–1961), französischer Romanist und Provenzalist
- Bairbre de Brún (* 1954), nordirische Politikerin, MdEP
- Carl Brun (1851–1923), Schweizer Kunsthistoriker
- Celine Brun-Lie (* 1988), norwegische Skilangläuferin
- Charles Brun (1821–1897), französischer Politiker
- Christen Brun (Maler) (1828–1905), norwegischer Maler
- Christen Brun (Bischof) (1846–1917), norwegischer lutherischer Bischof
- Constantin Brun (Kaufmann) (1746–1836), deutsch-dänischer Kaufmann
- Constantin Brun (Politiker) (1818–1903), dänischer Politiker
- Constantin Brun (Diplomat) (1860–1945), dänischer Diplomat
- Diego Abente Brun, paraguayischer Diplomat und Politiker
- Dominik Brun (* 1948), Schweizer Schriftsteller
- Dominique Brun (* 1964), französische Judoka
- Donald Brun (1909–1999), Schweizer Grafiker
- Eske Brun (1904–1987), dänischer Beamter, Jurist und Landsfoged in Grönland
- Frédéric Brun (Radsportler, 1957) (* 1957), französischer Radrennfahrer
- Frédéric Brun (Schriftsteller) (* 1960), französischer Schriftsteller
- Frédéric Brun (Radsportler, 1988) (* 1988), französischer Radrennfahrer
- Friederike Brun (1765–1835), dänische Schriftstellerin deutscher Sprache
- Fritz Brun (Politiker) (1813–1888), dänischer Politiker
- Fritz Brun (Musiker) (1878–1959), Schweizer Komponist, Pianist und Dirigent
- Gastão Brun (* 1944), brasilianischer Segler
- Georg Brun (Dramatiker) (um 1500–1552), Schweizer Schulmeister und Dramatiker
- Georg Brun (Schriftsteller) (* 1958), deutscher Jurist und Schriftsteller
- Georg Brunsig von Brun (1789–1858), preußischer General der Infanterie
- Georges Brun (1922–1995), französischer Rugby-Union-Spieler
- Guillaume-Charles Brun (1825–1908), französischer Maler
- Hans Brun (1874–1946), Schweizer Pionier der Knochenchirurgie und Bergsteiger
- Hartmut Brun (* 1950), deutscher Publizist und Literaturforscher
- Heinrich Brun, erster reformatorischer Prediger in Ostfriesland
- Ida Brun (1792–1857), dänische Tänzerin
- Jean Brun (Philosoph) (1919–1994), französischer Philosoph
- Jean Brun (Radsportler, 1926) (1926–1993), Schweizer Radrennfahrer
- Jean Brun (Radsportler, 1937) (* 1937), Schweizer Radrennfahrer
- Jean Jules Brun (1849–1911), französischer General und Politiker
- Jean-Pierre Brun (Geologe) (* 1949), französischer Geologe
- Jean-Pierre Brun (Archäologe) (* 1955), französischer Archäologe
- Jonas Brun (* 1979), schwedischer Schriftsteller
- Joseph C. Brun (1907–1998), französisch-US-amerikanischer Kameramann
- Jules Brun (1832–1898), Schweizer Politiker
- Kristoffer Brun (* 1988), norwegischer Ruderer
- Lisbeth Brun (* 1963), dänische Schriftstellerin
- Pablo Brun (* 1982), argentinischer Straßenradrennfahrer
- Philippe Brun (1908–1994), französischer Jazzmusiker
- Pierre Brun (Bildhauer) (1915–2011), französischer Bildhauer
- Pierre Brun (Eiskunstläufer), französischer Eiskunstläufer
- Pierre Brun (Radsportler) (* 1933), französischer Radsportler
- Pierre Brun (Ingenieur) (* 1934), französischer Ingenieur und Hochschullehrer
- Pierre Brun (Eishockeyspieler) (1939–2015), Schweizer Eishockeyspieler
- Rudolf Brun († 1360), Bürgermeister von Zürich
- Rudolf Brun (1885–1969), Schweizer Mediziner
- Thekla Brun-Lie (* 1992), norwegische Biathletin
- Viggo Brun (1885–1978), norwegischer Mathematiker
- Walter Brun (* 1942), Schweizer Autorennfahrer

als Teil des Nachnamens
- Maria Domenica Brun Barbantini (1789–1868), italienische römisch-katholische Ordensfrau und Ordensgründerin, Selige
- Louis-Philibert Brun d’Aubignosc (1774–1847), französischer Offizier, Intendant in Lauenburg, Direktor der ehemals Kurhannoverschen Staatsdomänen
- Louis Bertrand Pierre Brun de Villeret (1773–1845), französischer General
- Bairbre de Brún (* 1954), nordirische Politikerin, MdEP
- Conrad Malte-Brun (1775–1826), dänisch-französischer Geograph
- Victor-Adolphe Malte-Brun (1816–1889), französischer Geograf und Kartograf
- Johan Nordahl Brun (1745–1816), norwegischer Bischof und Dichter